# Ashley Hutchinson
Ashley Hutchinson (Cairns, 9 de mayo de 1979) es un deportista australiano que compitió en ciclismo en la modalidad de pista, especialista en la prueba de persecución por equipos.
Ganó tres medallas en el Campeonato Mundial de Ciclismo en Pista entre los años 2003 y 2005.

## Medallero internacional
| Campeonato Mundial | Campeonato Mundial           | Campeonato Mundial | Campeonato Mundial      |
| Año                | Lugar                        | Medalla            | Competición             |
| ------------------ | ---------------------------- | ------------------ | ----------------------- |
| 2003               | Stuttgart (Alemania)         | Medalla de oro     | Persecución por equipos |
| 2004               | Melbourne (Australia)        | Medalla de oro     | Persecución por equipos |
| 2005               | Los Ángeles (Estados Unidos) | Medalla de bronce  | Persecución por equipos |

1. ↑  Compitió en la ronda de clasificación.